# Clavijo
Pour les articles homonymes, voir Clavijo (homonymie).
Clavijo est une commune de la communauté autonome de La Rioja, en Espagne.

## Histoire
C'est là que prit place en 844 la bataille de Clavijo, une bataille légendaire qui opposa en 844 les troupes du roi des Asturies à l'armée maure ; une grande partie du récit de la bataille se rapporte à l'hagiographie de saint Jacques.

## Géographie
Le château est situé dans une zone élevée de la localité. Aux abords du château eut lieu la bataille de Clavijo, entre le roi asturien Ramire Ier et l'émir de Cordoue Abd-Al-Rahmãan II. C'est un château très important, caractérisé par son donjon. Il appartient au Gouvernement de La Rioja.

## Démographie
| 1900 | 1910 | 1920 | 1930 | 1940 | 1950 | 1960 | 1970 | 1981 |
| ---- | ---- | ---- | ---- | ---- | ---- | ---- | ---- | ---- |
| 418  | 311  | 304  | 302  | 334  | 343  | 329  | 230  | 193  |

| 1991 | 2001 | 2010 | - | - | - | - | - | - |
| ---- | ---- | ---- | - | - | - | - | - | - |
| 200  | 182  | 280  | - | - | - | - | - | - |

## Administration

### Conseil municipal
La ville de Clavijo comptait 260 habitants aux élections municipales du 26 mai 2019. Son conseil municipal (en espagnol : Pleno del Ayuntamiento) se compose donc de 7 élus.
| Parti | Parti                                    | Voix | %       | Élus  |
| ----- | ---------------------------------------- | ---- | ------- | ----- |
|       | Parti populaire (PP)                     | 133  | 74,30 % | 5 / 7 |
|       | Parti socialiste ouvrier espagnol (PSOE) | 46   | 25,70 % | 2 / 7 |

### Liste des maires
| Mandat    | Maire | Maire                                    | Parti |
| --------- | ----- | ---------------------------------------- | ----- |
| 1979-1983 | ?     | José Antonio Sáenz del Pozo              | ?     |
| 1983-1987 | ?     | Tomás Terroba Gutiérrez                  | ?     |
| 1987-1991 | ?     | José Antonio López Lumbreras             | ?     |
| 1991-1995 | ?     | José Antonio López Lumbreras             | ?     |
| 1995-1999 | ?     | José Antonio López Lumbreras (1995-1997) | ?     |
| 1995-1999 | ?     | Primo Muro Cabezón (1997)                | ?     |
| 1995-1999 | ?     | José Antonio López Lumbreras (1998-1999) | ?     |
| 1999-2003 | ?     | Encarnación Albelda Iturriaga            | ?     |
| 2003-2007 | ?     | Encarnación Albelda Iturriaga            | ?     |
| 2007-2011 | ?     | Fernando Porres Castillo                 | CIC   |
| 2011-2015 |       | Francisco Javier Pérez Diego             | PP    |
| 2015-2019 |       | Encarnación Albelda Iturriaga            | PP    |
| 2019-2023 |       | Joaquín Martínez Martínez                | PP    |

## Personnalités ou événements associés à la commune
- Ruy Gonzáles de Clavijo (?-1412), voyageur, historien, explorateur et diplomate.
- Bataille de Clavijo (844)